# Nizínne (Djankoi)
|  | Per a altres significats, vegeu «Nizínnoie». |

Nizínne (en (ucraïnès): Низинне, en rus: Низинное, Nizínnoie) és un poble de la República Autònoma de Crimea a Ucraïna, que el 2014 tenia 243 habitants. Pertany al districte rural de Djankoi. Fins al 1948 la vila es deia Nogailí-Kirk.